# Eicherax culiciformis
Eicherax culiciformis là một loài ruồi trong họ Asilidae. Eicherax culiciformis được Walker miêu tả năm 1855.